# Dér Denisa
Dér Denisa névvariánsok: Dér Denissa; Denisa Kucerová, Denissa Kucerová (Szinna, (Szlovákia) 1966. március 24. –) szlovák származású színésznő.

## Életpályája
Szlovákiában, Szinnán született, 1966. március 24-én. A Pozsonyi Színművészeti Főiskola hallgatója volt. Tizenhat évesen a pozsonyi Koliba Stúdió egyik tinifilmjében szerepelt először. Korábban így mesélt magáról: "Magyarországgal úgy kerültem kapcsolatba, hogy Sándor Pál, Csak egy mozi című filmjében kaptam szerepet 1985-ben. Aztán több magyar filmben játszottam, amihez a nyelvet is meg kellett tanulnom. Magyarországra költöztem, ide jöttem férjhez..." Szabadfoglalkozású színművésznőként több színházban szerepelt és a Vertigo Szlovák Színház szlovák nyelvű előadásaiban is rendszeresen játszik. A színészet mellett díszlettervezéssel és dramaturgiával is foglalkozik.

## Magánélete
Férje Dér András, Balázs Béla-díjas magyar filmrendező, operatőr. Három közös gyermekük: Dér Asia, Dér Zsolt és Dér Mária Franciska.

## Fontosabb színházi szerepei
- Rainer Werner Fassbinder: A fehér méreg... Gésche Gottfried, végül üzletasszony
- Füst Milán: Boldogtalanok... Vilma
- Paul Claudel: Az angyali üdvözlet... Violaine
- Paul Claudel: A kezes... Sygne
- Mikszáth Kálmán: Szent Péter esernyője...  Mme. Kriszbay (francia nevelőnő)
- Alexander Gelman: Pad... Nő
- Sántha József: A legnagyobb... Rosaline Goergen, Goergen felesége
- Osvald Zahradník: Menedék... Linda (Vertigo Szlovák Színház)
- Gergely László: Passió... szereplő
- Dér András: Imitáció... Szofi Manberg, színésznő
- Budaörsi Passió... Ördög 1. (Herodiás)
- Visky András: Júlia... Júlia (monodráma)
- Július Barč-Ivan: Anya... Katka (Vertigo Szlovák Színház)
- Július Barč-Ivan: Ketten... Marianna (Vertigo Szlovák Színház)
- És velem mi lesz, édes?... szereplő (Vertigo Szlovák Színház)
- Kosztolányi Dezső: Aranysárkány... Flori néni, Hilda anyjának barátnője (Karinthy Színház)
- Frank Wedekind: A tavasz ébredése... Gáborné (Karinthy Színház)
- Peter Scherhaufer: Mosd meg kezecskéidet, eszünk!... Alena (Vertigo Szlovák Színház)

## Filmek, tv
- Povstalecká história (sorozat) Hra s ohnom című rész (1984)
- Csak egy mozi (1985)
- Návrat Jána Petru (1986)
- Nyári keringő (1986)
- Hajnali háztetők (1986)
- Túsztörténet (1989)
- Öld meg a másik kettőt (1990)
- Meteo (1990)
- Szibériai nyár (1990)
- Árnyékszázad (1993)
- Itt a földön is (1994)
- Európa messze van (1995)
- A Valencia rejtély (1995)
- Mindenki fél a törpétől (1997)
- Kanyaron túl (2002)
- Donau, Duna, Dunaj, Dunav, Dunarea (2003)
- Kivilágos kivirradtig (2005)
- Isten szolgája (2013)
- Szerdai gyerek (2015)
- Szinte (2015)
- A Rubens lány (2019)
- Bátrak földje (2020)
- Tündérkert (2023)

## Dramaturgiai munkáiból
- Sütő András: Advent a Hargitán (Zalaegerszegi Hevesi Sándor Színház)
- Leonard Gershe: A pillangók szabadok (Kecskeméti Katona József Színház)

## Díszletterveiből
- Misima Jukio: Sade márkiné (Gárdonyi Géza Színház)